# Gregory Walcott
Gregory Walcott (eigentlich Bernard Wasdon Mattox; * 13. Januar 1928 in Wendell, North Carolina; † 20. März 2015 in Los Angeles, Kalifornien) war ein US-amerikanischer Schauspieler.

## Leben
Walcott wuchs in North Carolina auf und diente erstmals gegen Ende des Zweiten Weltkrieges in der US-Armee. Er gelangte per Anhalter nach Hollywood und hatte dort zunächst einige Engagements in halbprofessionellen Ensembles. Sein Filmdebüt absolvierte er 1952 in einer kleinen Rolle im Abenteuerfilm Die Feuerspringer von Montana. Walcott, der auch noch in den 1950er-Jahren bei der Armee diente, wurde schnell durch Auftritte wie als Drill-Instrukteur im Film Battle Cry (1955) auf militärische Rollen festgelegt. Weitere ähnlich gelagerte Rollen folgten in Kriegsfilmen und (zunehmend häufiger) Western. Häufig wurde er in Gastrollen zahlreicher Fernsehserien besetzt, so in Bonanza, Maverick, Wagon Train, High Chaparral, Am Fuß der blauen Berge, The Dakotas und etlichen anderen. Durch seine Rollen in Tausend Meilen Staub lernte er Clint Eastwood kennen, in dessen späteren Filmen er mehrfach Rollen erhielt.
Während der Fernseh-Spielzeit 1961/1962 war Walcott einer der Hauptdarsteller der Detektivserie Polizeirevier 87; in der Folge mehrten sich Angebote dieses Genres. Seltener, aber regelmäßig, sah man ihn auch in Spielfilmen. In Erinnerung blieb er vor allem durch seine Hauptrolle als Pilot in Ed Woods Trashfilm Plan 9 aus dem Weltall, der einen gewissen Kultstatus als einer der schlechtesten Filme aller Zeiten erlangte. Seine Bekanntheit durch den Film kommentierte Walcott einmal so: „Es ist doch besser, durch etwas in Erinnerung zu bleiben als durch Nichts, oder?“. Daneben spielte er aber auch in „seriöseren“ Filmen wie Steven Spielbergs Sugarland Express oder dem oscarprämierten Drama Norma Rae – Eine Frau steht ihren Mann. 1967 spielte Walcott in einem der ersten Independent-Filme, Bill Wallace of China. Seine letzte Rolle hatte er 1994 in einem Gastauftritt in Tim Burtons Ed Wood, das die Entstehungsgeschichte von Plan 9 aus dem Weltall, in dem er 1959 eine Hauptrolle gespielt hatte, verarbeitet.
Walcott war ordinierter Priester seiner Glaubensgemeinschaft. 2003 erschienen seine Memoiren Hollywood Adventures. Von 1954 bis zu ihrem Tod im Jahre 2010 war er mit Barbara May Watkins verheiratet, sie hatten drei Kinder.
Walcott starb am 20. März 2015 in seinem Haus in Canoga Park, Kalifornien, im Alter von 87 Jahren. Er wurde in Oakwood Memorial Park Cemetery in Chatsworth, Kalifornien, neben seiner Frau unter seinem Vornamen Bernard Mattox zur Ruhe gelegt. Er war Mitglied der Hollywood Presbyterian Church.

## Filmografie (Auswahl)
- 1952: Die Feuerspringer von Montana (Red Skies of Montana)
- 1952: Schlachtzone Pazifik (Battle Zone)
- 1952: Die letzte Entscheidung (Above and Beyond)
- 1955: Urlaub bis zum Wecken (Battle Cry)
- 1955: Aus dem Leben einer Ärztin (Strange Lady in Town)
- 1955: Keine Zeit für Heldentum (Mister Roberts)
- 1955: Wolkenstürmer (The McConnell Story)
- 1955: Des Teufels rechte Hand (Texas Lady)
- 1955: Verdammt zum Schweigen (The Court-Martial of Billy Mitchell)
- 1956: Cheyenne (Fernsehserie, Folge 1x06)
- 1956: Meine Frau, der Leutnant (The Lieutenant Wore Skirts)
- 1956: Stahlharte Männer (The Steel Jungle)
- 1956: Duell am Apachenpaß (Thunder Over Arizona)
- 1957: Abenteuer im wilden Westen (Zane Grey Theater, Fernsehserie, Folge 1x20)
- 1957: Plan 9 aus dem Weltall (Plan 9 from Outer Space)
- 1958: Sugarfoot (Fernsehserie, Folge 1x10)
- 1958: Kampfgeschwader Totenkopf (Jet Attack)
- 1958: Der Teufel holt sie alle (Badman’s Country)
- 1958: 26 Men (Fernsehserie, 2 Folgen)
- 1958–1959: Westlich von Santa Fé (The Rifleman, Fernsehserie, 2 Folgen)
- 1959: Perry Mason (Fernsehserie, Folge 2x23 Der Fall mit dem heulenden Hund)
- 1959: Maverick (Fernsehserie, Folge 3x07)
- 1960: Dennis, Geschichten eines Lausbuben (Dennis the Menace, Fernsehserie, Folge 1x29)
- 1960/1961: Der zweite Mann (The Deputy, Fernsehserie, 2 Folgen)
- 1960–1963: Am Fuß der blauen Berge (Laramie, Fernsehserie, 5 Folgen)
- 1960–1964: Tausend Meilen Staub (Rawhide, Fernsehserie, 5 Folgen)
- 1960–1972: Bonanza (Fernsehserie, 7 Folgen)
- 1961: General Pfeifendeckel (On the Double)
- 1961: Der Außenseiter (The Outsider)
- 1961–1962: Polizeirevier 87 (87th Precinct, Fernsehserie, 29 Folgen)
- 1963: The Dakotas (Fernsehserie, Folge 1x05)
- 1963: Captain Newman (Captain Newman, M.D.)
- 1966: Der Mann ohne Namen (A Man Called Shenandoah, Fernsehserie, 2 Folgen)
- 1966: Big Valley (The Big Valley, Fernsehserie, Folge 2x09)
- 1967: Daniel Boone (Fernsehserie, Folge 4x03)
- 1969: Frei wie der Wind (Changes)
- 1969/1970: High Chaparral (The High Chaparral, Fernsehserie, 2 Folgen)
- 1971: Alias Smith und Jones (Alias Smith and Jones, Fernsehserie, Folge 2x14)
- 1972: Die Professionals (Prime Cut)
- 1972: Sinola (Joe Kidd)
- 1972: Verflucht, verdammt und Halleluja (...E poi lo chiamarono il Magnifico)
- 1973: Schatten der Leidenschaft (The Young and the Restless, Fernsehserie)
- 1973: Der letzte Held Amerikas (The Last American Hero)
- 1974: Sugarland Express (The Sugarland Express)
- 1974: Die Letzten beißen die Hunde (Thunderbolt and Lightfoot)
- 1975: Im Auftrag des Drachen (The Eiger Sanction)
- 1975: Unsere kleine Farm (Little House on the Prairie, Fernsehserie, Folge 2x04)
- 1975: Der Unsichtbare (The Invisible Man, Fernsehserie, Folge 1x06)
- 1975: Kojak – Einsatz in Manhattan (Kojak, Fernsehserie, Folge 3x10)
- 1976: Schlacht um Midway (Midway)
- 1976: Ein Sheriff in New York (McCloud, Fernsehserie, Folge 7x01)
- 1976: Im Land der Saurier (Land of the Lost, Fernsehserie, Folge 3x13)
- 1977: Der Sechs-Millionen-Dollar-Mann (The Six Million Dollar Man, Fernsehserie, 2 Folgen)
- 1977: Barnaby Jones (Fernsehserie, Folge 6x02)
- 1978: Baretta (Fernsehserie, Folge 4x13)
- 1978: Der Mann aus San Fernando (Every Which Way but Loose)
- 1979: CHiPs (Fernsehserie, Folge 2x17 Die Kunst der Kuppelei)
- 1979: Vegas (Vega$, Fernsehserie, Folge 1x17)
- 1979: Norma Rae – Eine Frau steht ihren Mann (Norma Rae)
- 1979: Ich kann’s am besten (Tilt)
- 1980: Meine Träume sind bunt (To Race the Wind, Fernsehfilm)
- 1980–1990: Dallas (Fernsehserie, 3 Folgen)
- 1981: Ein Duke kommt selten allein (The Dukes of Hazzard, Fernsehserie, Folge 3x12)
- 1981/1986: Simon & Simon (Fernsehserie, 2 Folgen)
- 1984: Der Denver-Clan (Dynasty, Fernsehserie, Folge 4x23)
- 1984–1991: Mord ist ihr Hobby (Murder, She Wrote, Fernsehserie, 3 Folgen)
- 1985: Airwolf (Fernsehserie, Folge 2x19)
- 1987: House II – Das Unerwartete (House II: The Second Story)
- 1994: Ed Wood